# Luther (Michigan)
Luther falu az USA Michigan államában, Lake megyében. Lakosainak száma 332 fő (2020. április 1.).

## Népesség
A település népességének változása:

| 2010 | 318 |
| 2020 | 332 |